# Limonè
El limonè o limoné és un hidrocarbur, classificat com un terpè cíclic. És una molècula quiral i té dos enantiòmers, el R-(+)-limonè o d-limonè (fa l'olor característica de la llimona i és el que contenen llimones i taronges) i el S-(-)-limonè o l-limonè (fa l'olor de pi). Aquest compost és present a la pell dels cítrics, com la llimona o la taronja, però també a teixits de moltes altres plantes.

## Propietats
A temperatura ambient, aquest monoterpè és un líquid incolor amb una forta olor de taronja, que es volatilitza amb facilitat. És inflamable a una temperatura superior als 48 °C.